# District de Vĩnh Thuận
Vĩnh Thuận est un district rural de la province de Kiên Giang dans le delta du Mékong au sud du Viêt Nam. 

## Géographie
La superficie de Vĩnh Thuận est de 608 km2. 
Le chef-lieu du district est Vĩnh Thuận.